# Filí d'Acragant
Filí (en grec antic: Φιλῖνος, llatí: Philinus) fou un historiador grec nadiu d'Acragant. Impressionat per la destrucció de la seva ciutat natal pels romans a la Primera Guerra Púnica, es va allistar amb Hanníbal a la Segona Guerra Púnica, i va participar en la campanya d'Itàlia. Va escriure una història de les guerres púniques, en la qual, segons Polibi, mostrava molta de parcialitat a favor de Cartago. Encara que en general és considerat historiador de la primera guerra, Corneli Nepot diu que va escriure també sobre la campanya d'Anníbal. Probablement fou l'autor de l'obra Περὶ Φοινίκης, que la Suda assigna a Filist.